# Persische Biene
Die Persische Biene (Apis mellifera meda) ist eine ursprünglich im Iran, im irakischen Bergland und im Südosten Anatoliens heimische Unterart der Westlichen Honigbienen.

## Eigenschaften
Apis mellifera meda ist eine sehr gelbe, mittelgroße Unterart, die in vielen Eigenschaften Apis mellifera ligustica ähnelt. Nach der morphologischen Einteilung Ruttners gehört die Unterart in die Gruppe der Nahöstlichen Bienenrassen.